# 아랍 문학

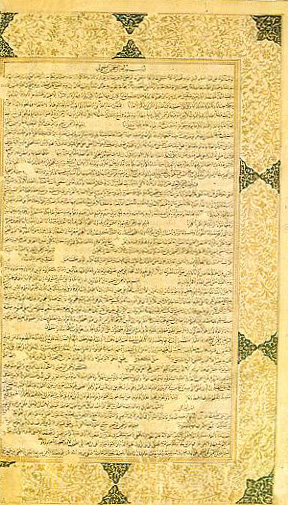

아랍 문학은 아랍어 사용자들이 쓴 산문과 운문을 총칭한다. 아랍 문학은 '식사에 어떤 사람을 초대 함'라는 뜻의 단어에서 유래한 '아다브(Adab)'라고도 불린다. 이 단어는 공손, 교양, 부유함의 의미를 내포하고 있다.
일반적으로 아랍 문학은 6세기에 나타난 일부 작품과 그 이후의 작품만을 말한다. 왜냐하면 7세기에 나타난 코란(Qur'an)이 아랍 문화와 문학에 지대한 영향을 미쳐 그 이후의 문학적 흐름이 달라졌기 때문이다.

## 이슬람 이전의 문학
이슬람 이전의 시기는 무슬림들에게 자힐리야(Jahiliyyah) 혹은 무지의 시기로 알려져 있다. 이러한 '무지'의 개념은 주로 종교적 분야에 대한 몰상식을 이야기하는 것이며, 이러한 무지의 시기에도 몇몇 문학 작품들이 쓰였다. 그러나 그 시기의 문학은 '쓰는 문학'보다는, '구술 문학'이 주류였던 것으로 보인다. 하지만 6세기 말부터 '쓰는 문학'이 꽃피기 시작했다. 이렇게 시작된 '쓰는 문학'의 전통은 자힐리야 시기의 무알라까트(Mu'allaqat)와 무파달리야트(Mufaddalyat)와 함께 두 세기 동안 화려하게 꽃피었다. 흔히 무알라까트와 무파달리야트와 같은 시집들의 시는 우리에게 '그것이 최고'인 듯한 인상을 주기 쉽지만, 그것 중 일부는 긴 시의 일부일 뿐이다.

## 이슬람과 꾸란
꾸란은 아랍어에 대단한 영향을 끼쳤다. 꾸란에 사용된 언어를 고대 아랍어 혹은 근대 아랍어 분리의 분기점으로 부르기도 한다. 이러한 꾸란 속 고대 아랍어는 아직도 찬탄의 대상이 되고 있는 형식이다. 초기 꾸란 작업은 아랍어의 초기 형성에 중요한 역할을 했으며, 완성된 형태인 6,236개의 아야트(ayat)와 114개의 수라(sura)의 구성보다 먼저 틀이 짜여졌다. 초기 꾸란에는 신의 명령, 이야기, 설교, 우화, 신으로부터 전해진 말씀, 교훈 그리고 심지어는 꾸란이 어떻게 이해되고, 어떻게 받아들여져야 하는지에 대해서도 적혀 있다. 그것은 또한 역설적으로 직설적인 비유에서 오는 감동을 준다. 이에 대한 언급이 수라(sura) 16장 103절에 있다.
이렇게 꾸란 속에는 운문과 산문이 담겨 있음에도-따라서 사즈아(saj'a; 각운)와 운율이 있다-, 꾸란은 운문이나 산문으로 분류되지 않는다. 이는 꾸란이 신성한 천기누설로 숭앙되고 있기 때문이며, 일부 무슬림은 이것을 궁극적 혹은 '창조되지 않은 것'으로 보기 때문이다. 이러한 것들은 이자즈의 독트린(the doctrine of i'jaz)과 꾸란의 무한광대함을 나타내고자 하는 것이며, 이는 어느 누구도 이를 따라하거나 재장출하려는 시도를 허용하지 않음을 의미하는 것이다.
이 이자즈의 독트린(doctrine of i'jaz)은 어떤 의미에서라도 아랍 문학을 약간이나마 제한하고 있다. 정확히 말하자면, '쓰는 것' 자체를 제한하고 있다. 꾸라는 스물여섯 번째 수라에서 시인을 비판하고 있다. 스물여섯 번째 수라는 아쉬 슈아라(Ash-Shu'ara)이다.
그리고 시인에 관해서는, 그들을 따라가다가는 타락한다. (16:224)
꾸란은 6세기 이슬람 이전 시가(詩歌)에 우월한 힘을 발휘했다. 그 당시 사람들은 꾸란과 기존 시가 사이에 우열을 논하곤 했다. 한마디로, 꾸란보다 우월한 자힐리아 시기의 시가는 없다는 것이다. 예외가 있었다면 무하메드의 격려 속에 하산 이븐 타비트가 쓴 시 정도가 될 것이며, 이것은 '예언자의 시'라고 불린다. 성경이 문학과 여타 언어에 지대한 영향을 미치는 것과 같이, 꾸란도 아랍 문학과 언어에 지대한 영향을 미쳤다. 꾸란은 모든 아이디어의 원천이며, 인유이고, 인용이다. 그리고 만사의 도덕적 메시지를 전한다.
꾸란을 제외하면, 하디스 혹은 무하메드의 언행과 행적에 대한 성전(聖傳)은 중요한 문학적 가치를 지닌다. 이렇게 무하메드의 행적과 언행을 적은 기록을 수나(sunnah)라고 한다. 이는 이슬람의 전통과 함께 무하메드의 언행을 적은 하디스와 상당 부분 중복된다. 하디스의 주요 부분에는 무슬림 알하자즈(Muslim ibn al-Hajjaj)와 무하메드 이븐 이즈마일 알부카리(Muhammad ibn Isma'il al-Bukhari)에 대한 기록도 포함되어 있다.

## 아랍의 소설
아랍 문학에 소소한 이야기로 구성되고 윤색된 짧은 논픽션들이 주류를 이룬다 하더라도, 비교적 많은 소설 작품들이 있다. 소설이 시가에 비해 적은 이유는, 푸스하(al-fusha; 고등 언어)와 암미야(al-ammiyyah; 열등 언어, 대중들의 말)의 구분에서 비롯되는 것일 것이다. 일부 작가들은 알암미이야를 사용하기 꺼려했다. 그들은 문학이 오락적이기보다는 계몽적이고 교훈적 목적을 가져야 한다고 생각했다. 그러한 이러한 작가들의 생각과는 달리, 아랍 우화나 교훈적 이야기를 오락적으로 바꾸어 이야기해주는 이야기꾼(Hakawati)의 역할을 없애지는 못했다.

## 아랍의 시가
20세기 이전의 아랍 문학에서 시가는 큰 비중을 차지했다. 이 때의 시가는 단순히 시적 단상들의 모임으로서의 에테르가 아니라, 사즈아(saj') 혹은 운율을 갖춘 산문이었다.

## 같이 보기
- 아랍 음악
- 현대 표준 아랍어
- 이슬람의 황금기